# Carmine D'Arienzo
Carmine D'Arienzo (Crotone, 15 gennaio 1897 – 1967) è stato un militare italiano, ufficiale superiore della Regia Marina durante la seconda guerra mondiale. È ricordato per il suo ruolo di comandante dei cacciatorpediniere Lanciere e Corazziere e relativa XII squadriglia caccia, durante le battaglie di Punta Stilo, Capo Teulada, Capo Matapan e dei convogli tra Italia e Africa Settentrionale (1940-1941). Per tali azioni ottenne una medaglia d'argento al valor militare, tre medaglie di bronzo e la nomina a cavaliere dell'Ordine dei Santi Maurizio e Lazzaro (1937).

## Biografia
Carmine D'Arienzo, figlio di Enrico e di Rachele De Mattia, nacque a Crotone nel 1897; entrò nell'Accademia navale di Livorno giovanissimo, ottenendo il grado di guardiamarina in servizio permanente il 27 aprile 1916. Ebbe quindi vari incarichi a bordo e a terra, tra i quali:
- nel 1930, da capitano di corvetta, ufficiale in 2^ sull'esploratore Antoniotto Usodimare, unità d'appoggio alla trasvolata atlantica di Italo Balbo;
- a Roma, da capitano di fregata nel 1934, la seconda sezione dell'ufficio comunicazioni del Reparto servizi del capo di SM della Marina, ammiraglio Gino Ducci;
- nel 1935, da capitano di fregata, ufficiale in 2^ del nuovo incrociatore Emanuele Filiberto Duca D'Aosta;
- ottenne poi il comando della 7ª squadriglia cacciatorpediniere sul Dardo nel settembre 1936.

Promosso capitano di fregata del Ruolo Comando Navale il 24 gennaio 1933.

### Sul "Lanciere"
Promosso capitano di vascello il 1º gennaio 1939, all'entrata in guerra del Regno d'Italia (giugno 1940) si trovava a bordo del cacciatorpediniere Lanciere (assunto già dal gennaio precedente) e della XIIª squadriglia cacciatorpediniere (composta dal Lanciere, Corazziere, Carabiniere ed Ascari), reparto predisposto per la scorta ravvicinata della IVª divisione navale della prima squadra. Per la presenza a bordo del capitano D'Arienzo il "Lanciere" divenne la nave di bandiera della squadriglia.
Il 9 luglio 1940, la flotta italiana fu inviata a sudest di Punta Stilo, dove alle ore 13.00 intercettò la Mediterranean Fleet. La battaglia durò più di due ore, con pochi danni per le unità impegnate, finché l'ammiraglio Inigo Campioni ordinò lo sganciamento e al contempo l'attacco delle veloci squadriglie di cacciatorpediniere.
Al comando della XII Squadriglia, D'Arienzo dal "Lanciere", individuò gli incrociatori della 7th Cruiser Division) pertanto manovrò per avvicinarsi al nemico in posizione favorevole. Nonostante che D'Arienzo avesse diramato alla squadriglia l'ordine di non attaccare, pochi secondi prima che giungesse l'ordine, il "Corazziere" lanciò i suoi tre siluri contro le corazzate britanniche immediatamente seguito dall’"Ascari", tutti i siluri non colsero il bersaglio. Nel tentativo di sganciarsi però la XII Squadriglia finì sotto il fuoco delle navi nemiche cui rispose al fuoco. Portatosi in posizione favorevole il "Lanciere" lanciò anch'esso i suoi tre siluri contro due incrociatori, sempre senza colpire il bersaglio. È l'ultimo attacco portato con siluri nel corso della battaglia di Punta Stilo.
Al termine dello scontro i cacciatorpediniere italiani si allontanarono illesi.

Il Lanciere in secondo piano, nascosto dall'Ascari, in porto subito dopo la battaglia di Capo Teulada

Il 27 novembre 1940, mentre la flotta italiana assumeva lo schieramento di battaglia presso Capo Teulada, il cacciatorpediniere "Lanciere" entrò in avaria in posizione arretrata senza poter entrare in azione. Al termine dello scontro, constatata l'inferiorità della flotta italiana rispetto a quella inglese, l'ammiraglio Inigo Campioni ordinò di disimpegnarsi e di fare rotta verso i porti italiani. Ciononostante le due flotte nemiche entrarono in contatto e gli inglesi attaccarono la squadra italiana in ritirata che rispose al fuoco dalle torri prodiere. Alcuni colpi provocarono danni lievi all'incrociatore pesante "Berwick". Il "Lanciere", che procedeva a velocità ridotta a causa della precedente avaria, si trovò suo malgrado esposto al fuoco nemico ed incassò un primo proiettile da 152 mm dall'incrociatore britannico Southampton, che ne ridusse la velocità. D'Arienzo ordinò all'"Ascari" e al "Carabiniere" di usare le cortine fumogene per facilitarne il disimpegno; ma mentre stava raggiungendo la IIIª Divisione incassò altri due colpi sempre dal Southampton. Pur danneggiato, riescì ad allontanarsi sfruttando le cortine fumogene. Intorno alle 13.00 la nave della XIIª squadriglia cacciatorpediniere restò immobilizzata per la rottura dei tubi dell'acqua. L'equipaggio riuscì, con molti sforzi e giungendo ad alimentare le caldaie con acqua di mare, a rimettere in moto. Rimorchiato dall'Ascari nel vicino porto di Cagliari e destinato alle riparazioni. Il capitano D'Arienzo, per essere riuscito a salvare la nave, fu decorato con la medaglia d'argento al valor militare.

### Sul "Corazziere"

Il Corazziere nel 1941

Essendo rimasto senza l'unita' di bandiera, D'Arienzo portò il comando della XIIª Squadriglia sul Corazziere approfittando del trasferimento del suo comandante, capitano di fregata Carlo Avegno, ad altro incarico a terra. Nel gennaio 1941 la Squadriglia fu impegnata nelle acque albanesi per contrastare, con azioni di bombardamento, la controffensiva greca. Il 25 gennaio 1941 D'Arienzo, dal "Corazziere" diresse personalmente il fuoco contro le posizioni greche a Pikerasi, Kieparò e al Castello di Porto Palermo. L'azione contro l'esercito greco ebbe successo e la 6ª Divisione fanteria "Cuneo" a sud di Vunoj, poté efficacemente entrare in combattimento la sera stessa, permettendo di sviluppare il contrattacco italiano che permise di riprendere le posizioni perse. D'Arienzo per questa azione fu decorato con la medaglia di bronzo al valor militare.
A bordo del Corazziere effettuò ancora un importante periodo bellico, partecipando tra l'altro, alla battaglia di Capo Matapan (28 marzo 1941) e permanendovi sino al settembre seguente quando fu trasferito a Roma presso il capo dello stato maggiore della Regia Marina, ammiraglio Arturo Riccardi, quale vice capo reparto del Servizio informazioni segrete (SIS).
Dopo l'8 settembre 1943, sempre permanendo a Roma presso lo Stato maggiore, aderì alla Repubblica Sociale Italiana e ricopri l'incarico di capo di gabinetto del ministero della Marina Nazionale Repubblicana, dicastero poi trasferito al nord Italia. In seguito D'Arienzo divenne addetto navale a Berlino presso l'Ambasciatore repubblicano Filippo Anfuso. Per tali motivi nell'immediato dopoguerra fu destituito dai ruoli della Regia Marina. Morì a 70 anni nel 1967.